# Ministeri de la Presidència i per les Administracions Territorials d'Espanya
El Ministeri de la Presidència i per les Administracions Territorials d'Espanya va ser un dels departaments ministerials en els quals s'organitzava l'Administració General de l'Estat entre els anys 2016 i 2018. El seu titular era el ministre o la ministra de la Presidència i per les Administracions territorials.
Fou creat l'any 2016 pel president del Govern d'Espanya, Mariano Rajoy, a través del Reial Decret 415/2016, de 3 de novembre, pel qual es reestructuren els departaments ministerials i suprimit el 2018 pel president Pedro Sánchez Pérez-Castejón.

## Funcions
Corresponia al Ministeri de la Presidència i per les Administracions Territorials:
- La coordinació de tots els afers de rellevància constitucional.
- La preparació, desenvolupament i seguiment del programa legislatiu.
- El recolzament immediat a la Presidència del Govern d'Espanya.
- L'assistència al Consell de Ministres, a les Comissions Delegades del Govern i a la Comissió General de Secretaris d'Estat i Sotssecretaris.
- L'assistència al Govern d'Espanya en les seves relacions amb les Corts Generals.
- L'assistència al Govern d'Espanya en les seves relacions amb les Comunitats Autònomes i les Entitats que integren l'Administració Local.
- L'assistència al Govern d'Espanya en les seves relacions relatives a l'organització territorial de l'Estat.
- Adscripció del Centre Nacional d'Intel·ligència.

## Estructura orgànica
El Ministeri de la Presidència i per les administracions Territorials s'estructurava en els següents òrgans superiors:
- La Secretaria d'Estat de Relacions amb les Corts.
- La Secretaria d'Estat per les Administracions Territorials.

## Organismes dependents
Els organismes de l'Administració General de l'Estat que depenenien del Ministeri són els següents:
- Butlletí Oficial de l'Estat (BOE).
- Centre d'Investigacions Sociològiques (CIS).
- Centre d'Estudis Polítics i Constitucionals.
- Patrimoni Nacional.

## Llista de ministres
| # | Legislatura | Nom | Nom                        | Inici mandat          | Fi mandat         | Partit polític | Partit polític |
| - | ----------- | --- | -------------------------- | --------------------- | ----------------- | -------------- | -------------- |
| 1 | XII         |     | Soraya Sáenz de Santamaría | 4 de novembre de 2016 | 7 de juny de 2018 |                | Partit Popular |

## Cronologia

### Presidència
- 1951: El sotssecretari de la Presidència del Govern d'Espanya passa a tenir rang de ministre.[5]
- 1974: El ministre sotsecretari passa a ser denominat ministre de la Presidència d'Espanya.[6]
- 1977: Es crea el Ministeri de la Presidència.[7]
- 1986: Se suprimeix el ministeri i les funcions del departament són assumides pel Ministeri de Relacions amb les Corts i de la Secretaria del Govern d'Espanya.[8]
- 1993: Es recupera el Ministeri de la Presidència.[9]
- 2016: Es crea el Ministeri de la Presidència i per les Administracions Territorials.[2]
- 2018: Se suprimeix el departament i es crea el Ministeri de la Presidència, Relacions amb les Corts i Igualtat.[10]

### Administracions Territorials
- 1977: El president del Govern d'Espanya, Adolfo Suárez, nomena un ministre adjunt per les relacions amb les Regions, sense cartera.[11]
- 1979: Creació del Ministeri d'Administració Territorial d'Espanya.[12]
- 1986: Substitució pel Ministeri per les Administracions Públiques.[8]
- 1996: Nou canvi de denominació i es crea el Ministeri d'Administracions Públiques.[13]
- 2009: Es crea el Ministeri de Política Territorial.[14]
- 2010: Passa a denominar-se Ministeri de Política Territorial i Administracions Públiques.[15]
- 2011: Durant uns mesos el Ministeri s'adscriu a la Vicepresidència del Govern d'Espanya de Política Territorial.[16]
- 2011: Fusió de les competències del ministeri amb les d'Hisenda i es crea el Ministeri d'Hisenda i Administracions Públiques.[17]
- 2016: Creació del Ministeri de la Presidència i per les Administracions Territorials.[2]
- 2018: Se suprimeix el departament i es crea el Ministeri de Política Territorial i Funció Pública.[18]